# Méricourt-en-Vimeu
Méricourt-en-Vimeu är en kommun i departementet Somme i regionen Hauts-de-France i norra Frankrike. Kommunen ligger i kantonen Hornoy-le-Bourg som tillhör arrondissementet Amiens. År 2022 hade Méricourt-en-Vimeu 104 invånare.

## Befolkningsutveckling
Antalet invånare i kommunen Méricourt-en-Vimeu
| Referens: INSEE |